# Aulas
Aulas är en kommun i departementet Gard i regionen Occitanien i södra Frankrike. Kommunen ligger i kantonen Le Vigan som tillhör arrondissementet Le Vigan. År 2022 hade Aulas 445 invånare.

## Befolkningsutveckling
Antalet invånare i kommunen Aulas
Referens:INSEE